# Never Ending Wonderful Story
『Never Ending Wonderful Story』（ネバー・エンディング・ワンダフル・ストーリー）は日本の男性アイドルグループ、NEWSの2枚目のDVD。

## 概要
今作は復帰LIVEとなった全国ツアー（2007年2月17日 - 4月15日、8都市21公演） から、2月18日16:00の横浜アリーナ公演を収録したLIVE DVD。
初回・通常共に2枚組 収録内容は初回・通常共に同じである。
パッケージ等に違いがある。
NEWS単独としては今作が初めての映像作品となった。

### 初回生産限定
スペシャルパッケージ(3面デジパック)/三方背ケース入
24Pブックレット

### 通常仕様
トールケース(アマレーケース)

## 収録内容
※は6人体制初披露。

### 本編映像

#### Disc 1
1. Prologue
2. Stand Up ※
3. 希望〜Yell〜 ※
4. 紅く燃ゆる太陽 ※
5. Fiesta ※
6. Documentary in OSAKA
7. DREAMS ※
8. SHOCK ME ※
9. Documentary in SENDAI
10. NEWSニッポン ※
11. Documentary in NAGOYA
12. ミソスープ - テゴマス
13. 抱いてセニョリータ - 山下智久
14. フィーバーとフューチャー (GYMの曲)
15. 関風ファイティング (関ジャニ∞の曲)
16. サヤエンドウ
17. Boom! Boom! POWER
18. Love Addiction - 小山慶一郎
19. カカオ - 加藤成亮
20. Stars - 手越祐也
21. I・ZA・NA・I・ZU・KI ※
22. きらめきの彼方へ ※
23. Documentary in HIROSHIMA
24. Pumpkin - 増田貴久
25. 青春アミーゴ (修二と彰の曲) - 山下智久
26. 抱いてセニョリータ - 山下智久
27. ゴメンネ ジュリエット - 山下智久
28. Documentary in FUKUOKA

#### Disc 2
1. Documentary in KAGOSHIMA
2. チラリズム - 小山慶一郎・加藤 成亮
3. マルイチカラ - テゴマス
4. SNOW EXPRESS
5. チェリッシュ ※
6. アクセントダンス
7. code - 錦戸亮
8. 恋焼け ※
9. BEACH ANGEL ※
10. 星をめざして
11. TEPPEN ※ (後に2ndアルバム「Pacific」に収録したアルバムバージョン)
12. 忘れないさ 〜LIFE GOES ON〜 ※
13. 裸足のシンデレラボーイ
14. Documentary in HOKKAIDO
15. DREAMS
16. Best Friend

### 特典映像

#### 番外編
※Disc2のみ収録
- Documentary @Gourmet Tour